# Třída Klas Horn
Třída Klas Horn byla třída torpédoborců švédského námořnictva. Třída se skládala ze dvou jednotek. Do služby byly zařazeny roku 1932. Torpédoborec Klas Uggla byl roku 1941 zničen požárem. Klas Horn sloužil až do 50. let 20. století.

## Stavba
Celkem byly v letech 1929–1932 postaveny dvě jednotky této třídy, pojmenované Klas Horn (3) a Klas Uggla (4). Jednalo se o vylepšenou verzi třídy Ehrensköld s prodlouženým trupem, výkonnějším pohonem a modernějšími torpédomety. První postavila loděnice Kockums v Malmö a druhý loděnice Örlogsvarvet v Karlskroně.
Jednotky třídy Klas Horn:
| Jméno          | Loděnice     | Založení kýlu | Spuštěna | Vstup do služby | Osud |
| -------------- | ------------ | ------------- | -------- | --------------- | --- |
| Klas Horn (3)  | Kockums      | 1929          | 1931     | září 1932       | Dne 17. září 1941 se potopil kvůli požáru na základně ve fjordu Hårsfjärden u Stockholmu, vyzvednut a v prosinci 1943 se vrátil do služby, vyřazen 1958, následně do roku 1967 sloužil jako stacionární cvičná loď. |
| Klas Uggla (4) | Örlogsvarvet | 1929          | 1931     | srpen 1932      | Dne 17. září 1941 se potopil kvůli požáru na základně ve fjordu Hårsfjärden, totální ztráta. |

## Konstrukce

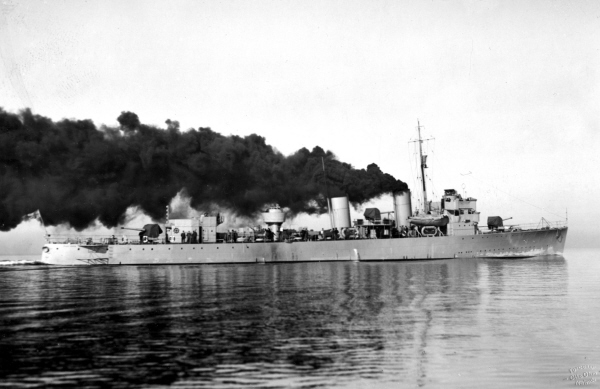
Klas Horn (3)

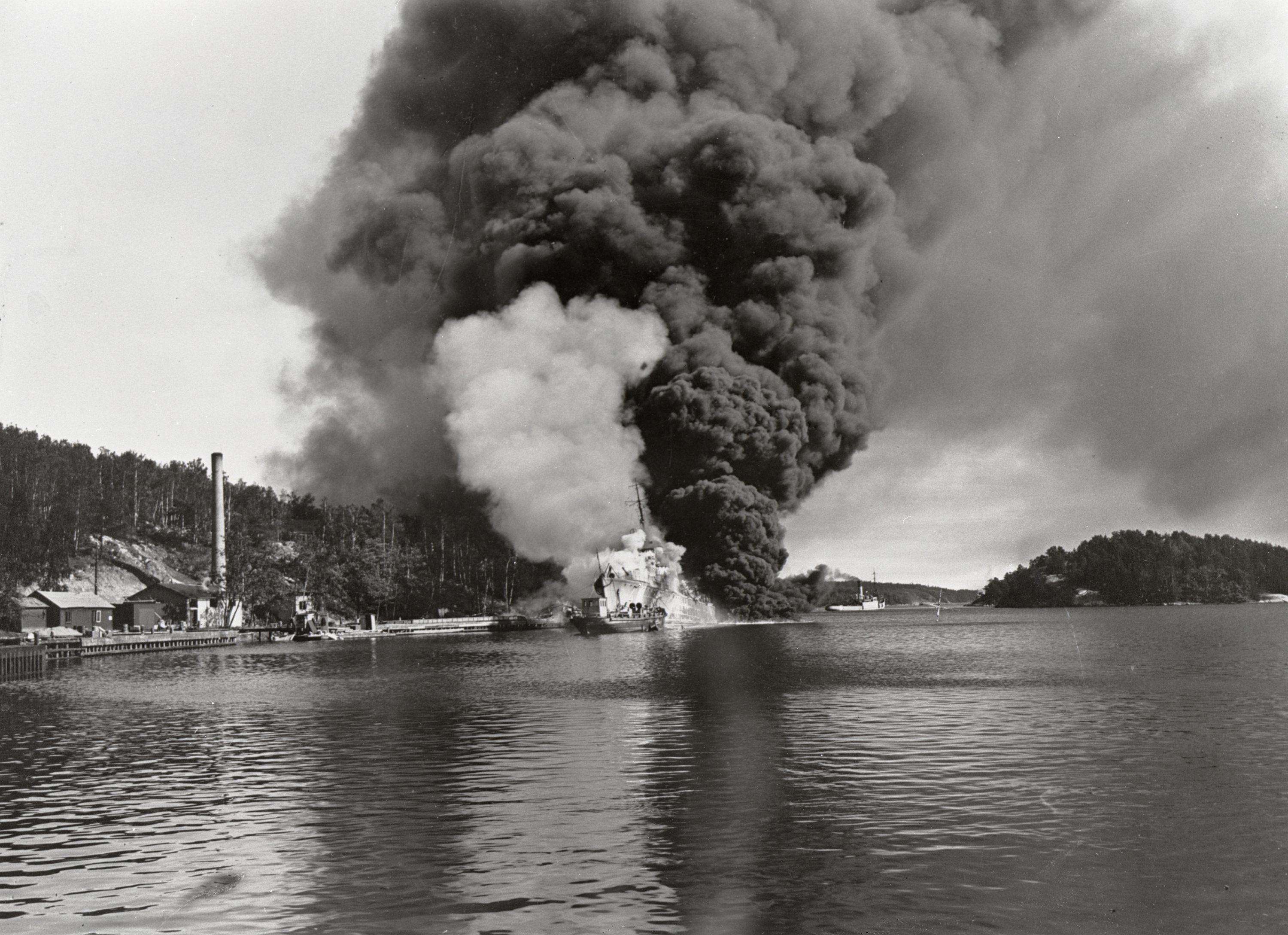
Potápějící se Klas Uggla (4)

Hlavňovou výzbroj tvořily tři 120mm kanóny v jednodělových věžích a dva 40mm kanóny (později nahrazeny šesti 25mm kanóny). Další ofenzivní zbraní byly dva trojhlavňové 533mm torpédomety. K napadání ponorek sloužily dva vrhače a dvě skluzavky hlubinných pum. Nést mohly rovněž 20 námořních min. Pohonný systém tvořily tří kotle Penhöet a dvě turbíny De Laval o výkonu 26 000 hp. Nejvyšší rychlost dosahovala 37 uzlů. Dosah byl 1600 námořních mil při rychlosti 20 uzlů.